# کوه مسکی
کوه مسکی (به انگلیسی: Mesahchie Peak) یک کوه در ایالات متحده آمریکا است که در واشینگتن واقع شده‌است. کوه مسکی ۲٬۶۸۰٫۷۵ متر بالاتر از سطح دریا واقع شده‌است.